# Azura
Azura fou filla d'Adam i Eva i l'esposa del patriarca bíblic Set segons el Llibre dels Jubileus.
Azura era filla d'Adam i Eva -els primers homes- i va néixer després de l'expulsió dels seus progenitors del Jardí de l'Edèn. Segons la tradició, els seus germans foren Caín, Abel i Set i altres 30 homes mentre que les seves germanes foren Avan i 22 noies més.
Segons el relat, Azura va esdevenir l'esposa del seu germà Set. Junts van tenir el seu primogènit Enoix i altres fills i filles. Set i Azura són els ancestres de tota la humanitat, ja que Noè és un descendent seu.